# 库安
库安（法語：Couin，法語發音：[kwɛ̃]）是法国上法蘭西大區加来海峡省的一个市镇，属于阿拉斯区。

## 地理
库安（50°8'6"N, 2°31'50"E）面积5.82 平方千米，位于法国上法蘭西大區加来海峡省，该省份为法国北部沿海省份，西北濒北海，南至索姆省，东临北部省。
与库安接壤的市镇（或旧市镇、城区）包括：埃尼、阿图瓦地区帕、苏阿斯特、比莱萨图瓦、夸尼厄、圣莱热莱索蒂。

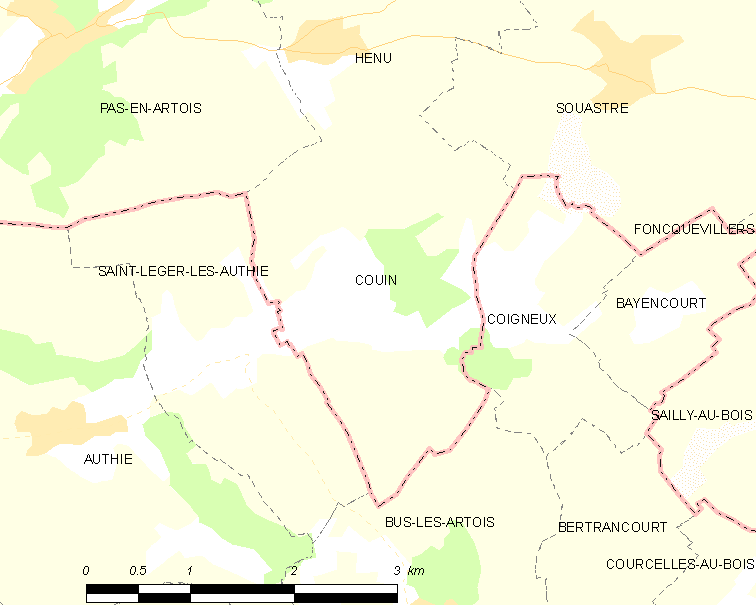
库安的OSM定位图

库安的时区为UTC+01:00、UTC+02:00（夏令时）。

## 行政
库安的邮政编码为62760，INSEE市镇编码为62242。

## 政治
库安所属的省级选区为阿韦讷勒孔特县。

## 人口

1962-2008年间库安人口变化图示

库安于2022年1月1日时的人口数量为79人。